# Hanno Benz
Hanno Benz (* 1972 in Darmstadt) ist ein deutscher Kommunalpolitiker der SPD. Seit dem 25. Juni 2023 ist er Oberbürgermeister der Stadt Darmstadt.

## Leben
Benz ist in Arheilgen, einem Stadtteil von Darmstadt aufgewachsen. Er besuchte die Carl-Ulrich-Schule, die heutige Astrid-Lindgren-Schule, danach die Bernhard-Adelung-Schule und absolvierte im Jahr 1991 an der Bertolt-Brecht-Schule sein Abitur. Seinen Zivildienst leistete er beim Deutschen Roten Kreuz. Danach studierte er Literatur und Sprachwissenschaften in Frankfurt. 

## Politik
Hanno Benz trat im Alter von 16 Jahren in die SPD ein. Er war von 2001 bis 2016 Mitglied der Stadtverordnetenversammlung. Im Jahr 2006 wurde Benz Fraktionsvorsitzender der SPD.  Am 28. September 2022 nominierten ihn die Delegierten auf dem SPD-Parteitag mit 86 % der Stimmen als Kandidat für das Amt des Oberbürgermeisters. Bei der Stichwahl der Oberbürgermeisterwahl zwischen ihm und dem Kandidaten der Grünen, Michael Kolmer, am 2. April 2023, gingen 54,67 % der gültigen Stimmen, bei einer Wahlbeteiligung von 39,03 %, an Hanno Benz. Vorher stellten die Grünen mit Jochen Partsch zwölf Jahre lang den Oberbürgermeister. Die SPD hat in der Stadtverordnetenversammlung keine Mehrheit hinter sich und ist nicht Teil der regierenden Koalition. Am 25. Juni 2023 fand im Darmstadtium seine Amtseinführung statt. 

## Privates
Hanno Benz ist der Sohn des Politikers Peter Benz (SPD), der von 1993 bis 2005 ebenfalls Oberbürgermeister von Darmstadt war. Hanno Benz hat zwei Kinder und ist mit Nadine Buske-Benz verheiratet.